# Legatura di smorzo
Nella notazione musicale, la legatura di smorzo è una notazione contemporanea che prolunga la nota interessata fino alla fine delle vibrazioni prodotte dal suono, ed ha la stessa simbologia delle legature di valore, di portamento e di attacco.